# Carmen (gruppo musicale)
Carmen è un gruppo musicale anglo-statunitense formatosi a Los Angeles dal chitarrista David Allen e dalla sorella Angela, nel 1970 e fu un perfetto esempio di unione tra la nascente corrente di progressive ed il flamenco che dette alla musica delle sonorità molto spagnole.

## Storia del gruppo
Il gruppo, dapprima formato da sette elementi, non trovò successo negli Stati Uniti, così, nel 1973, gli Allen, si trasferirono a Londra con una formazione rinnovata e ridotta che ora comprendeva anche il futuro Jethro Tull John Glascock, mentre il fratello Brian ne fu escluso (ex batterista sostituito da Paul Fenton). Qui incontrarono il manager Tony Visconti, con il quale registrarono i loro tre e unici album. Nell'estate 1973 uscì il loro album d'esordio Fandangos in Space e nel febbraio del 1974 Dancing on a Cold Wind. Dopo l'uscita del secondo album, partirono per un tour negli Stati Uniti, nel quale suonarono con artisti come Santana, Blue Öyster Cult, Golden Earring, Rush, Electric Light Orchestra e, per tre mesi aprirono i concerti dei Jethro Tull. Nel 1975 uscì il loro terzo album The Gypsies, ma subito dopo a John Glascock venne offerto di sostituire il bassista Jeffrey Hammond nei Jethro Tull, così i Carmen si sciolsero.

## Discografia
- Fandangos in Space (1973, Airmail)
- Dancing on a Cold Wind (1974, Airmail)
- The Gypsies (1975, Mercury)